# Васкес, Матиас
Мати́ас Ало́нсо Ва́скес Побле́те (исп. Matías Alonso Vásquez Poblete; род. 12 января 2003, Калера-де-Танго, Сантьяго) — чилийский футболист, защитник клуба «Магальянес».

## Клубная карьера
Васкес — воспитанник клуба «Магальянес». 12 января 2021 года в матче против «Депортес Санта-Крус» Матиас дебютировал в чилийской Лиге Ассенсо. 29 сентября в поединке Кубка Чили против «Кобрелоа» Матиас забил свой первый гол за «Магальянес». По итогам сезона игрок помог клубу выйти в элиту. 17 февраля 2023 года в матче против «Унион Эспаньола» он дебютировал в чилийской Примере.

## Международная карьера
В 2023 году в составе молодёжной сборной Чили Васкес принял участие в молодёжном чемпионате Южной Америки в Колумбии. На турнире он сыграл в матчах против сборных Венесуэлы, Эквадора, Боливии и Уругвая.